# Вызывая бурю
Вызывая бурю (англ. Snowmageddon; другое название — Снежный Армагеддон) — канадский фантастический фильм. Премьера в мире состоялась 10 декабря 2011.

## Сюжет
В семью на Рождество неожиданно попадает таинственный предмет — снежный шар, в котором находится копия города. Каждый раз, когда кто-то трясёт этот шар или нажимает кнопки на его поверхности, в городе происходят ужасные события — землетрясения, град и т. д. Башенные часы в снежном шаре шли, как и башенные часы в городе, хотя с них давно сняли механизм. Часы отмеряли ход до следующей катастрофы в независимости от того, трогали шар или нет. А тем временем рядом с городом просыпался вулкан…